# Vörösbegyű perjepinty
A vörösbegyű perjepinty (Poospiza nigrorufa) a madarak osztályának verébalakúak (Passeriformes) rendjébe és a tangarafélék (Thraupidae) családjába tartozó faj.

## Rendszerezése
A fajt Alcide d’Orbigny és Frédéric de Lafresnaye írták le 1837-ben, az Emberiza nembe Emberiza nigrorufa néven.

## Előfordulása
Argentína, Brazília, Paraguay és Uruguay területén honos. Természetes élőhelyei a szubtrópusi és trópusi magaslati, száraz és nedves cserjések, mocsarak, tavak, folyók és patakok környékén, valamint vidéki kertek és másodlagos erdők. Vonuló faj.

## Megjelenése
Testhossza 15 centiméter.

## Életmódja
Rovarokkal és magvakkal táplálkozik.

## Természetvédelmi helyzete
Az elterjedési területe rendkívül nagy, egyedszáma pedig stabil. A Természetvédelmi Világszövetség Vörös listáján nem fenyegetett fajként szerepel.